# Anells de Saturn

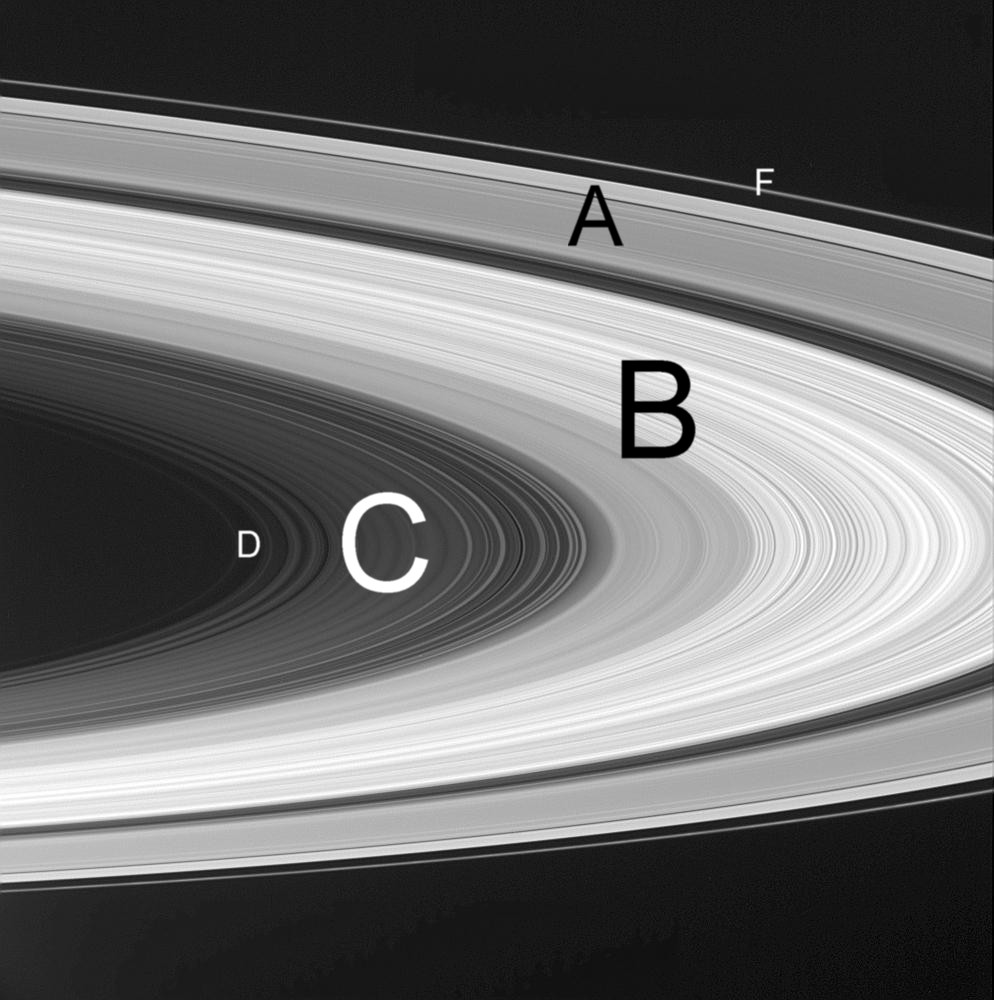
Anells de Saturn. Hi ha etiquetes en els més importants

Els anells de Saturn són un sistema de quatre anells planetaris que envolten aquell planeta.

## Descobriment
Es van observar per primera vegada el juliol del 1610 per Galileo Galilei. En part, perquè les imatges que donava l'acabat d'inventar telescopi, eren de mala qualitat, i en part perquè feia només uns mesos que havia descobert els quatre majors satèl·lits de Júpiter, va pensar inicialment que les estructures borroses, paregudes a orelles, que havia vist eren dos satèl·lits pròxims a Saturn. Prompte va canviar d'opinió. Aquells "estranys apèndixs" no variaven la seva posició respecte a Saturn d'una nit a la següent. I, a més, van desaparèixer el 1612. Què havia ocorregut? Senzillament, els anells havien quedat orientats amb el seu pla segons la visual des de la Terra el 1612 i, amb això, s'havien fet molt dèbils.
La geometria dels apèndixs va deixar perplexos els astrònoms. Fins al punt d'arribar-se a proposar que es tractava d'anses unides a Saturn o que constaven de diversos satèl·lits en òrbita només al voltant de la part posterior de Saturn, per la qual cosa mai feien ombra sobre el planeta.
Finalment, el 1655, Christiaan Huygens va suggerir que els apèndixs eren el signe visible d'un disc de matèria prim i pla, separat del planeta i disposat en el pla equatorial d'aquest. Depenent de quines foren les posicions de Saturn i de la Terra en les seves respectives òrbites al voltant del Sol, la inclinació del disc respecte a la Terra variaria; d'ací, que la seva aparença variarà també des de la d'una prima línia fins a la d'una ampla el·lipse.
El cicle dels anells igual que l'òrbita de Saturn dura 30 anys.
Durant els dos segles següents, es va suposar que el disc era una capa contínua de matèria. La primera objecció contra la hipòtesi no tardaria, això no obstant, a plantejar-se. El 1675, Giovanni Cassini va trobar una banda fosca (la divisió que porta el seu nom) que separava el disc en dos anells concèntrics.
A finals del segle xviii, Pierre-Simon Laplace va mostrar que bastarien les forces combinades de la gravetat de Saturn i la rotació del disc per a esgarrar una capa única de matèria. En principi, qualsevol partícula del disc manté la seva distància radial des de Saturn perquè hi ha dues forces que s'equilibren. La gravetat tira de la partícula cap a dins; la força centrífuga l'espenta cap a fora. La força centrífuga procedeix de la velocitat de rotació; d'ací que el disc haja d'estar girant. Ara bé, en el cas d'un disc en rotació rígida, les forces s'equilibren només per a una certa distància radial. Per això, Laplace va proposar la hipòtesi que els anells de Saturn estaven formats per molts anells prims, prou cada un d'aquests per a suportar el lleuger desequilibri de forces que apareixeria al llarg de la seua amplària radial.
L'últim pas cap a la visió moderna dels anells es va donar el 1857, quan James Clerk Maxwell va guanyar el premi Adams de la Universitat de Cambridge per la seva demostració matemàtica que els anells prims estaven formats en realitat per nombroses masses xicotetes que mantenien òrbites independents. La comprovació experimental d'aquesta hipòtesi va arribar el 1895, quan els astrònoms americans James E. Keeler i William W. Campbell van deduir la velocitat de les partícules en els anells a partir del seu desplaçament Doppler, o modificació de la longitud d'ona de les línies espectrals de la llum del Sol que les partícules reflecteixen cap a la Terra. Van trobar que els anells giraven al voltant de Saturn a una velocitat diferent de la de l'atmosfera del planeta. A més, les parts internes dels anells giraven a major velocitat que les externes, segons prescrivien les lleis de la física per a partícules en òrbites independents.

## Característiques
El cos principal del sistema d'anells de Saturn inclou, per tant, els brillants anells A i B, d'escassa opacitat. Hi ha entre l'un i l'altre una franja de 5.000 quilòmetres: la divisió de Cassini, regió relativament transparent, encara que no buida en absolut. El cos principal del sistema de Saturn comprèn també l'anell C, més dèbil i menys opac, que queda dins del vora interior de l'anell B. Té un grau d'opacitat comparable al de la divisió de Cassini. L'encara més dèbil anell D queda dins de l'anell C.
Abans que els Voyager passaren per la proximitat de Saturn, s'havia reconegut ja la configuració estructural en els anells del planeta A, B, C i D. Observables des de la Terra així com les divisions de Cassini i d'Encke, presos en el seu conjunt, els principals anells de Saturn (A, B i C) mesuren uns 275.000 quilòmetres d'amplària anul·lar, cosa que representa tres quartes parts de la distància que separa la Terra de la Lluna. L'anell A està dividit en dues parts per la divisió d'Encke.
Les fotografies dels anells amb alta resolució, preses pels vehicles espacials Voyager i Cassini, van aportar moltes novetats:
- Tres anells molt pàl·lids, E, F i G, que queden fora de l'anell A.
- Van aparèixer regions anulars estretes de diferent brillantor i opacitat, com els solcs del disc d'un gramòfon.
- Es van trobar, a més, desviacions respecte a la forma circular.
- Apareixen nucs, trenats i torcements en l'anell F.
- L'anell A presenta una brillantor uniforme enfront de l'anell B que presenta variacions al llarg de les seves distàncies radials.
- En l'anell B, hi havia unes pertorbacions orientades radialment, en forma de falca.
- Grups de bandes causades per ressonància de satèl·lits.
- Satèl·lits pastors produint buits en els anells o fixant les seves vores.

La part de l'anell exterior a la divisió d'Encke mostra un dèbil grup de bandes. Les bandes són més estretes cap a l'òrbita del satèl·lit Prometeu, que es va descobrir en les imatges preses pel Voyager 1. Es creu que les bandes es produïxen per ressonàncies en l'anell degudes als efectes gravitatoris del satèl·lit. La vora de l'anell A, la manté el satèl·lit pastor Atles.

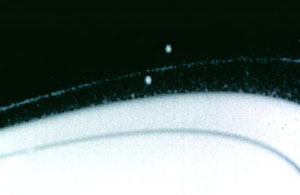
Imatge de Pandora i Prometeu custodiant l'anell F de Saturn

A més, els satèl·lits Prometeu i Pandora són els satèl·lits pastors interior i exterior, respectivament, que donen forma a l'anell F de Saturn, que té 80 km d'amplària.
La majoria dels buits en els anells de Saturn són causats per la presència de satèl·lits pastors. Mimes, per exemple, és responsable de l'existència del major d'aquests, la divisió de Cassini.
En comparació, la grossària dels anells de Saturn resulta negligible. El límit superior de la seva extensió vertical s'ha estimat en al voltant d'un quilòmetre. En relació amb la seva amplària, els anells són milers de vegades més prims que una fulla d'afaitar.

## Composició
La capacitat dels anells per a reflectir o absorbir llum de diferents longituds d'ona permet deduir informació sobre la composició de les partícules dels anells de Saturn. Per exemple, els anells A, B i C són mals reflectors de la llum del Sol per a certes longituds d'ona de l'infraroig pròxim. Per tractar-se d'una propietat característica del gel, cal presumir que el gel és un constituent important de les partícules que formen eixos anells. Però és un gel de color blanc, cosa que significa que és més o menys igualment reflector per a totes les longituds d'ona visible. Al contrari, les partícules dels anells A, B i C són menys reflectores en llum blava que en llum roja. Potser hi ha alguna substància addicional present en xicotetes quantitats; tal vegada, porta òxid de ferro com a font del color rogenc. També s'ha proposat la hipòtesi que certs compostos generats per la radiació ultraviolada del Sol foren els responsables del color rogenc.
El 1973, es van explorar els anells de Saturn amb ones de radar (de longitud d'ona de l'ordre de centímetres), la reflexió dels quals van detectar amb l'antena de 64 metres de la Xarxa d'Espai Profund en Goldstone, Califòrnia. L'alta reflectivitat dels anells A i B implicava que la majoria de les partícules d'eixos dos anells eren almenys d'una grandària comparable a la longitud d'ona del radar, és a dir, de l'ordre de centímetres. Si les partícules hagueren sigut menors que les longituds d'ona del radar, haurien resultat transparents a les ones d'aquest. Si hagueren sigut molt majors, s'hauria apreciat l'emissió de radiació tèrmica. El baix nivell de tal radiació limita la seua grandària a no més d'alguns metres.
Les dades dels vehicles espacials Voyager han confirmat aquests descobriments. En un tipus d'experiment, es van enviar ones de ràdio des del vehicle espacial a la Terra, des dels anells, i es va mesurar la potència difosa per les partícules dels anells per a diversos angles de desviació respecte al trajecte inicial de les ones.
Així com la difusió de les ones de radar per les partícules en els anells fa possible detectar partícules de l'ordre de la grandària de la longitud d'ona del radar, la difusió de la llum solar permet detectar partícules de la grandària d'una longitud d'ona de la llum visible. L'intens increment de brillantor d'un segment de l'anell, quan es contempla davall un angle per al qual la difusió cap avant és xicoteta, implica que, en eix segment, abunden les partícules d'un micròmetre de magnitud.
Observació que només pot escometre's quan Saturn queda entre el Sol i l'astrofísic. Aquesta condició no es pot complir per a observacions verificades des de la Terra, però sí que es pot fer a bord d'un vehicle espacial. Així, els estudis de les dades dels Voyager assenyalen que les partícules de grandàries de l'ordre d'un micròmetre constituïxen una proporció gran de les partícules en l'anell F, una proporció apreciable en moltes parts de l'anell B i una proporció menor en la part externa de l'anell A. D'altra banda, l'anell C i la divisió de Cassini no presenten rastres d'eixes partícules xicotetes.
La difusió de la llum o d'alguna altra forma de radiació electromagnètica per les partícules d'un anell permet deduir la grandària de les partícules que abunden en l'anell:
- Difusió de llum d'una partícula de grandària 1/10 de la longitud d'ona de la radiació incident: Difon la llum quasi per igual en totes les direccions.
- Difusió de llum d'una partícula de grandària de l'ordre de la longitud d'ona de la radiació incident: Difon la llum cap avant.
- Difusió de llum d'una partícula de grandària major que la longitud d'ona de la radiació incident: Difon la llum en tots els angles, predominantment cap avant.

## Falques radials en l'anell B

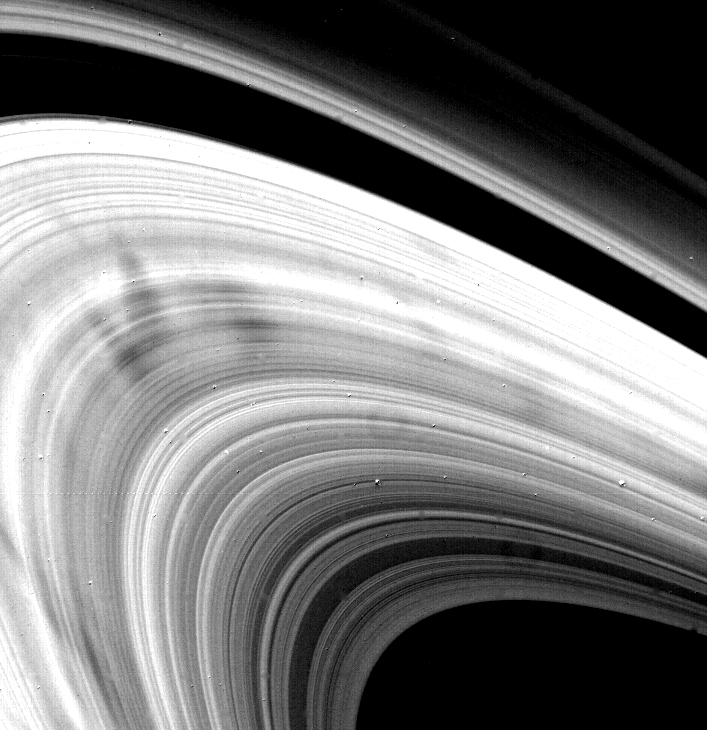
Falques radials en el anell B de Saturn

En la part central i més opaca de l'anell B, apareixen unes pertorbacions orientades radialment, en forma de falca. Cada una de les quals pot veure's al llarg d'una fracció important de les 10 hores que una partícula de l'anell B inverteix a realitzar una revolució orbital. Mentrestant, noves falques radials estan sorgint esporàdicament en altres zones de l'anell. Comparades amb el seu entorn, les falques radials apareixen brillants en llum difusa cap avant i fosques en llum difusa cap arrere. D'ací que les partícules de grandàries de l'ordre d'un micròmetre abunden en les falques radials.
Cada part d'una falca radial gira al voltant de Saturn a la mateixa velocitat que ho fan les partícules de l'anell a la seva distància radial. Les porcions interiors es mouen més de pressa; així, una falca radial es va inclinant amb el temps i arriba a desaparèixer. L'extrem més estret ("punxa") de cada falca radial pareix coincidir aproximadament amb la distància des de Saturn a la qual el període d'una partícula en òrbita iguala el període de rotació de Saturn. El camp magnètic de Saturn està tancat dins del planeta; gira, per tant, amb aquest. D'ací que les forces electromagnètiques siguen parcialment responsables que existisquen falques radials. A aquest respecte, pot fer-se notar que es van observar brots d'estàtica de banda ampla. Els brots pareixen haver-se originat en fonts de l'anell B, prop de regions on l'activitat de les falques era intensa.
L'observació que la difusió de la llum en les partícules de les falques radials de l'anell B de Saturn ocorre predominantment cap avant permet deduir que les falques són concentracions locals i transitòries de partícules de l'anell, d'un micròmetre de grandària.

## Llista dels anells i divisions més importants
Aquesta és una llista de 15 dels anells de Saturn més importants, i les divisions entre si.
| Nom                | Distància al centre de Saturn (km) | Amplària (km) | Anomenat en honor                                |
| Anell D            | 67.000 - 74.500                    | 7.500         |                                                  |
| Anell C            | 74.500 - 92.000                    | 17.500        |                                                  |
| Divisió de Coulomb | 77.800                             | 100           | Charles-Augustin-Charles-Augustin de Coulomb ??? |
| Divisió de Maxwell | 87.500                             | 270           | James Clerk Maxwell                              |
| Anell B            | 92.000 - 117.500                   | 25.500        |                                                  |
| Divisió de Cassini | 117.500 - 122.200                  | 4.700         | Giovanni Cassini                                 |
| Divisió de Huygens | 117.680                            | 285-440       | Christiaan Huygens                               |
| Anell A            | 122.200 - 136.800                  | 14.600        |                                                  |
| Divisió d'Encke    | 133.570                            | 325           | Johann Encke                                     |
| Divisió de Keeler  | 136.530                            | 35            | James Keeler                                     |
| Anell R/2004 S'1   | 137.630                            | ?             |                                                  |
| R/2004 S 2         | 138.900                            | ?             |                                                  |
| Anell F            | 140.210                            | 30-500        |                                                  |
| Anell G            | 165.800 - 173.800                  | 8.000         |                                                  |
| Anell E            | 180.000 - 480.000                  | 300.000       |                                                  |